# Wizard101
Wizard101 ist ein Massen-Mehrspieler-Online-Rollenspiel, das von KingsIsle Entertainment entwickelt wurde. Der Spieler übernimmt dabei die Rolle eines jungen Zauberschülers und reist durch die Spirale, die fiktive Welt dieses Spiels. Die Kämpfe sind, wie bei vielen Rollenspielen, rundenbasiert. Dabei werden über Zauberkarten die nächsten Angriffe geplant und ausgewählt.

## Spielablauf
Die Spirale ist unterteilt in verschiedene Welten. Zu Beginn befindet sich der Spieler in der Welt Wizard City. Im fortschreitenden Spielverlauf ist es möglich, weitere Welten freizuschalten. Dies richtet sich nach dem Fortschritt der Hauptstory der jeweiligen Welt oder dem Level des Spielers.
Bisher sind auf den europäischen Servern fünfzehn Hauptwelten zugänglich, welche da wären (in Reihenfolge ihrer Spielbarkeit): Wizard City, Krokotopia, Marleybone, MuHong, Drachenfels, Celestia, Zafaria, Avalon, Azteka, Khrysalis, Polaris, Mirage, Empyrea, Karamelle und Lemuria.
Des Weiteren sind vier Welten verfügbar, die aber nicht für die Hauptgeschichte relevant sind und daher optional spielbar sind. In Reihenfolge ihrer Erreichbarkeit sind dies: Grizzleheim, Wysteria, Aquila (welche eine Erweiterung der Spielwelt Wizard City ist) und Wintergrimm, eine Erweiterung von Grizzleheim. Außerdem schaltet man ab einem gewissen Fortschritt in Polaris das Arkanum frei. Dies ist das Hauptquartier im späteren Verlauf des Spiels.
Als zusätzliche Herausforderung gibt es außerdem Die vier Dungeons, die je nach Dungeon mit verschiedenen Levels erreicht werden können. Die vier Dungeons sind (in der Reihenfolge ihrer Spielbarkeit) Kembaalung, der Barkingham Palace, die Hallen der Waagschalen und Schloss Düstermoor.
Ziel des Spiels ist es, alle Welten durchzuspielen und den maximalen Level zu erreichen.
Um dies zu erreichen, stehen dem Spieler diverse Möglichkeiten offen, seine Fähigkeiten zu verbessern. Es gilt, gute Ausrüstungsgegenstände zu finden, zu erkämpfen, gegen Gold zu kaufen oder gegen echtes Geld im spielinternen Kronenshop zu kaufen. Zudem hat der Spieler die Möglichkeit, sich ein Haustier zu züchten, das ihn im Kampf nach vorausgegangenem Training unterstützt. Auch hier besteht die Möglichkeit, dieses Tier zu finden oder gegen fiktives oder echtes Geld zu kaufen.
Wizard101 ist für eine junge Spielgruppe konzipiert, erfreut sich aber auch bei Erwachsenen hoher Beliebtheit.

## Bezahlmodell
Das Spiel wurde als Free-to-play-Spiel konzipiert. So war es zu Veröffentlichung des Spiels möglich, das Spiel bis auf kleinere Ausnahmen fast komplett kostenlos zu spielen. Doch mit den steigenden Kosten, die auch mit der Übersetzung in verschiedene Sprachen einhergehen, entschied sich KingsIsle dazu, den größten Teil der Spielwelt nur noch gegen Bezahlung zugänglich zu machen. So ist es nötig, über das eigene Portal die fiktive Währung Kronen zu kaufen oder ein Abonnement abzuschließen. Weiterhin ist es möglich, mit dieser Währung bessere Ausrüstungsgegenstände und Reittiere zu erstehen.

## Entwicklung
Die Entwicklung von Wizard101 begann 2005, gleich nach der Gründung von KingsIsle Entertainment unter der Leitung von J. Todd Coleman. Am 6. August 2008 ging das Spiel in die Beta-Phase und wurde öffentlich zugänglich am 2. September 2008. Am 15. Dezember 2010 ging das Spiel in Europa in die Beta-Phase und wurde im Februar 2011 in Kooperation mit Gameforge offiziell veröffentlicht.
In Kooperation mit Taomee Holdings Limited ging das Spiel in China, Taiwan, Hong Kong und Macau am 27. April 2012 an den Start. Um den chinesischen Markt zu betreten, änderte das Entwicklungsstudio einige Details, bspw. jegliche Referenz zum Tod und Skeletten wurde verändert oder entfernt.
Am 15. Oktober 2015 wurden die Server von Taiwan geschlossen und am 1. November 2015 im Zentral-China und den Sonderverwaltungszonen.
Am 15. Februar 2022 gab KingsIsle bekannt, dass ab dem zweiten Quartal 2022 die europäischen Server nun durch KingsIsle betrieben werden. Eine Übergangszeit, wo die Server von Gameforge zu KingsIsle transferiert werden, wird im zweiten Quartal 2022 beginnen.
Die Migration startete am 16. Mai 2022. Seit diesem Datum sind die Server der Gameforge nicht mehr erreichbar und sämtliche Spieler werden zu Kingsisle übertragen.

## Erfolg
Zu einem unbekannten Datum wurde eine Spielerzahl von 40 Millionen Spielern auf den amerikanischen Servern erreicht. Zudem hat das MMORPG mehrere Auszeichnungen erhalten, unter anderem von Massively Overpowered und MMORPG.com.